# Oerlikon 20 mm
Oerlikon 20 mm é um canhão automático de origem suíça. Foi desenhado originalmente por Reinhold Becker e utilizado na Primeira e Segunda Guerra Mundial e continua ativo até os dias atuais.
No início da década de 1920, a empresa que detinha a patente foi liquidada e a Fábrica de Maquinaria Oerlikon comprou o que restara, inclusive o projeto do canhão. O projeto foi melhorado, com o desenvolvimento de reparos adequados, e o canhão começou a ser vendido para o mundo todo.
A arma foi usada por praticamente todos os países aliados envolvidos na Segunda Guerra Mundial, exceto pela URSS, era um arma simples com sistema blowback (recuo livre), que podia ser instalado em aviões, carros de combate, ou em um reparo terrestre.